# 南予地方局

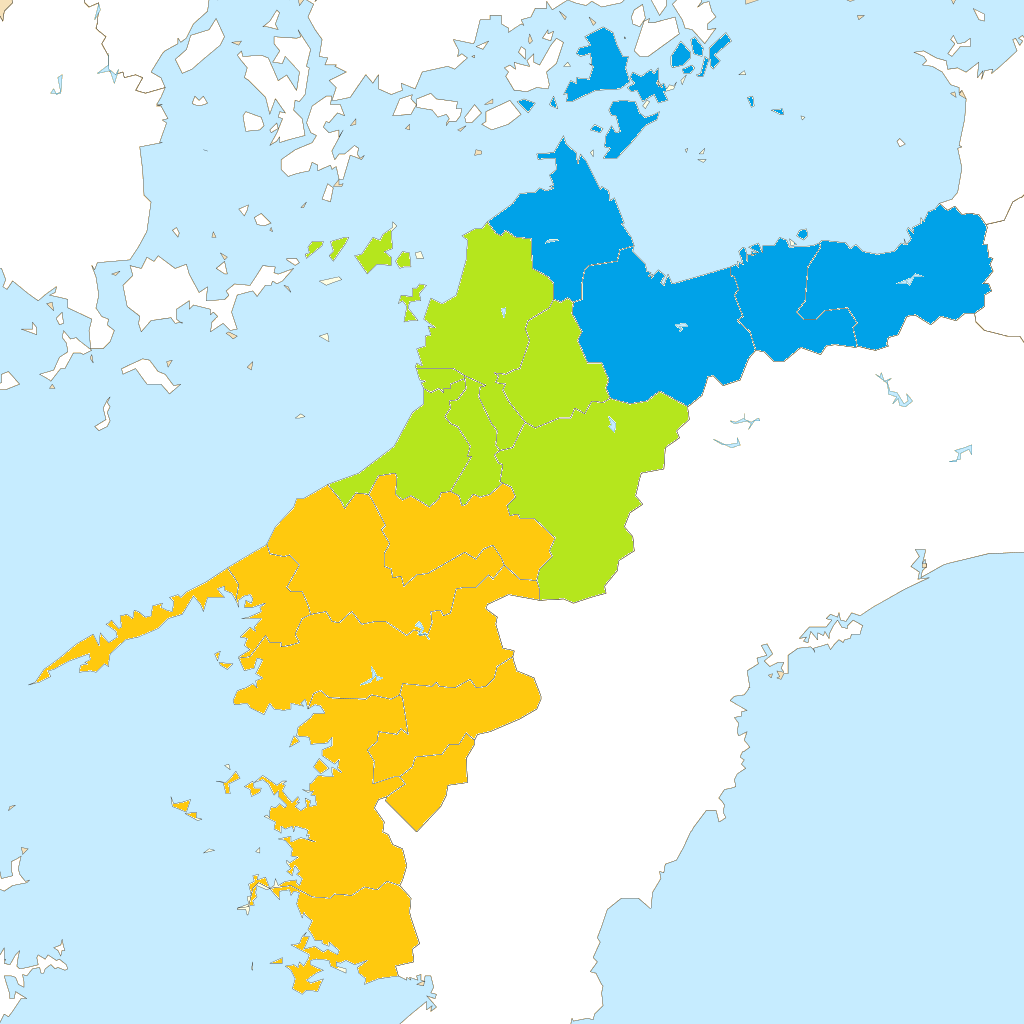
愛媛県 地域区分図
橙：南予　緑：中予　青：東予

南予地方局（なんよちほうきょく）は、愛媛県の地方局（支庁）のひとつ。県の出先機関であり、県内3つのブロック地方のうち南予地方と呼ばれる地域を管轄区域としている。

## 概要
2008年4月の地方局再編に伴い、宇和島地方局と八幡浜地方局が統合され「南予地方局」となった。南予地方局の設置を巡っては地方自治体で意見が分かれたが最終的に宇和島地方局に南予地方局が設置されることが決定した。なお従来の八幡浜地方局には南予地方局の八幡浜支局が設置されている。

## 庁舎
- 宇和島庁舎 - 愛媛県宇和島市天神町7-1
- 八幡浜庁舎（八幡浜支局） - 愛媛県八幡浜市北浜1-3-37

## 組織

### 総務企画部
- 総務県民課（公有財産の管理/NPO・ボランティア/消費生活行政/男女共同参画/災害対策など）
- 地域政策課（地域振興/市町への助言/広報公聴など）
- 税務課（課税/税務相談/滞納処分など）
- 八幡浜　総務県民室
- 八幡浜　税務室

### 健康福祉環境部
- 企画課（地域保健に関する調査・研究/災害救護/薬局開設/医師・看護師免許など）
- 地域福祉課（障がい者福祉/児童福祉/福祉サービス事業者への指導・監督/生活保護など）
- 健康増進課（健康増進対策/感染症予防/検疫/母子保健など）
- 生活衛生課（食品衛生/生活衛生など）
- 環境保全課（水道/廃棄物/公害防止など）
- 八幡浜　企画課
- 八幡浜　福祉室
- 八幡浜　健康増進課
- 八幡浜　生活衛生課
- 八幡浜　環境保全課

### 産業経済部
- 産業振興課（中小企業振興/観光・物産/国際交流/労政・雇用対策/農地利用調整など）
  - 商工観光室
  - 地域農業室鬼北農業指導班
  - 地域農業室愛南農業指導班
- 農村整備課（土地改良区/農業農村整備など）
- 森林林業課（木材・特用林産物の生産奨励/造林計画/林道など）
- 水産課（漁業生産/水産物の普及・改良/漁港整備・維持など）
- 愛南水産課
- 南予家畜保健衛生所 宇和島支所
- 八幡浜　商工観光室
- 八幡浜　地域農業室
  - 大洲農業指導班
  - 西予農業指導班
- 八幡浜　産地育成室
- 八幡浜　農村整備第一課
- 八幡浜　農村整備第二課
- 八幡浜　森林林業課
- 八幡浜　水産課
- 南予家畜保健衛生所

### 建設部
- 管理課（工事施工手続/許認可/県営住宅管理など）
- 用地課（用地取得・補償など）
- 建設企画課（土木事業の企画・調整/高速道路建設推進など）
- 河川港湾課（河川・港湾・海岸事業など）
- 道路課（道路事業/都市公園事業など）
- 建築指導課（建築確認/宅地規制/市町公営住宅の指導など）
- 愛南土木事務所
- 山財ダム管理事務所
- 須賀川ダム管理事務所
- 八幡浜　八幡浜土木事務所
- 八幡浜　大洲土木事務所
- 八幡浜　西予土木事務所

### 出納室
- 出納室（出納/会計事務など）

## 所管地区内の市町
- 宇和島市
- 八幡浜市
- 大洲市
- 西予市
- 内子町
- 伊方町
- 愛南町
- 鬼北町
- 松野町